# Ole Lie Singdahlsen
Ole Christopher Lie Singdahlsen (født 24. oktober 1877 i Larvik, død 10. april 1926) var en norsk forfatter.
Singdahlsen blev student 1895 OG cand. jur. 1900. Han debuterede 1901 med Ada, en Fortælling, hvorefter fulgte en række skildringer og noveller, blandt hvilke kan nævnes Dommerens Bog (1904), Præstegaardsfolket (1906), Dronning Semiramis (1907), Ved Traastad Sund (1908), Gabriel Rønne (1910) og Rettens Folk (1913). Hans bondeskildringer fra Hallingdal er ægte og sympatiske; Hallinger udkom 1915, Ned i Dalen 1916, Fjeldfolk 1917, romanen Folket paa Aslegaard 1918 og Svartdalsfolket 1925. Singdahlsen var i mange år knyttet til departementerne, til sidst ekspeditionschef i Kirkedepartementet; siden 1923 var han førstearkivar i Riksarkivet. Fortællingerne Medaljen (1921) og Kolleger (1923) er hentede fra departementslivet. Singdahlsen var flere år sekretær, senere formand i Den Norske Forfatterforening.